# Список персонажей Grand Theft Auto III
В видеоигре Grand Theft Auto III присутствует множество персонажей. Самые заметные из них перечислены здесь. Как некоторые из этих персонажей появляются в игре, зависит от последовательности, в которой игрок завершает некоторые миссии.
Ветераны криминальных фильмов вроде Майкла Mэдсена, Джо Пантолиано, Фрэнка Винсента и Роберта Лоджa озвучили основных персонажей во многих отдельных играх серии Grand Theft Auto, включая Grand Theft Auto III.

## Главные персонажи

### Клод
Первое появление: «Introduction» (сцена ограбления банка)
Клод (англ. Claude) (род. 1973; 28 лет) — безмолвный протагонист игры Grand Theft Auto III. Во время ограбления банка был ранен Каталиной и, будучи на волоске от смерти, арестован и осуждён. Позже ему вместе с Лысым (8-Ball) удаётся сбежать из-под конвоя, когда на него совершают нападение наёмники колумбийского Картеля. Имя Клода ни разу не упоминается в игре. Упоминание о нём осталось в файлах игры, но официально это подтвердилось только в Grand Theft Auto: San Andreas.
В течение всей игры Клод не произносит ни слова (лишь издаёт тихие звуки при ранении или падении с большой высоты), оставаясь таким же в эпизодической роли в GTA: San Andreas. Об этой характерной черте Клода Мария Леоне упоминает в радиопостановке на Chatterbox FM (радиостанция в GTA III), говоря что «Клод не слишком разговорчив». Решение сделать его «немым» разработчики приняли главным образом из-за существовавших в 2001 году технических сложностей с реализацией разговора персонажей в кат-сценах; у них было столько других проблем, что отказ от озвучивания главного героя не казался им чем-то существенным.
См. также: Появление в GTA: San Andreas

### Каталина
Первое появление: «Introduction» (сцена ограбления банка)
Убита в: «The Exchange» (последняя миссия)
Каталина (англ. Catalina) — грабительница банков, бывшая подруга Клода и главный антагонист в GTA III, которая предаёт его во время грабежа банка, стреляет в него и оставляет умирать, а потом скрывается со всеми деньгами вместе с новым партнёром, колумбийским наркоторговцем Мигелем. Её резон для свиданий с Клодом — просто «бизнес», в то время как её довод для того, чтобы застрелить Клода — его недостаток амбиций.
Каталина продолжает сотрудничать с колумбийским Картелем, занимаясь производством и сбытом наркотика спанка с Мигелем. Позже она предаст его после того, как Клод обнаружит их на строительной площадке; когда Мигель отдаёт ей чемодан, Каталина стреляет в Мигеля и прыгает из недостроенного здания на кучу коробок несколькими ярусами ниже, прежде чем появится Асука и начнёт «допрашивать» Мигеля.
Она ответственна за похищение Марии и убийство Асуки и Мигеля. Собрав выкуп за Марию (500 000 долларов), Клод действует по инструкции, но снова обманут Каталиной, которая приказывает Картелю убить Клода. Несмотря на подавляющее численное превосходство, Клоду опять везёт: оглушив одного из людей Картеля ударом локтя и отобрав его оружие, он убегает от них и преследует Каталину, направляющуюся на вертолёте к Плотине Кохрейн. Клод с боем идёт по дамбе, и в конечном счёте успешно убивает Каталину, сбив её вертолёт.
До событий GTA III Каталина и Клод совершали грабежи во многих штатах, включая южные и юго-западные. В октябре 2001 года ФБР становится известно, что Каталина и Клод, возможно, прибыли в Либерти-Сити. Каталина доминиканского и колумбийского происхождения и кузина мексиканца Цезаря Виалпандо и любовница Карла Джонсона в Grand Theft Auto: San Andreas.
Каталину озвучила Синтия Фарелл.
См. также: Выступление в GTA: San Andreas

### Сальваторе Леоне
Представлен в: «Salvatore’s Called a Meeting»
Убит в: «Sayonara Salvatore»
Сальваторе Леоне (1938—2001; 63 года) — Дон семьи Леоне. Согласно официальному сайту GTA III, Сальваторе родом из Палермо (Сицилия) и стал Доном семьи после кровавой борьбы за власть в середине 1980-х.
Сальваторе знакомится с Клодом, когда устраивает встречу с Джоуи Леоне, Тони Сиприани и Луиджи Готерелли. В одной из ранних миссий инструктирует Клода проследить за Кудрявым Бобом, шестёркой мафии, которого подозревают в сборе информации о действиях семейства Леоне для колумбийского Картеля и, если вина будет доказана, убить его, что Клод и делает. Позже даёт Клоду задание взорвать принадлежащее Картелю судно-танкер, которое служит фабрикой для производства наркотика спанк.
Сальваторе изображается всё более и более параноидальным и подозрительным ко всем окружающим. После того, как Клод потопил судно Картеля, Дон посылает его подобрать и уничтожить машину с телом врага мафии в багажнике, на самом деле рассчитывая убить Клода, думая, что тот имеет отношения с Марией. Но Мария предупреждает Клода о бомбе в автомобиле, и он избегает смерти. Мария сознаётся: она сказала Сальваторе, что якобы она и Клод были вместе, и это было главной причиной для Сальваторе, чтобы убить его. Мария и Клод вместе с Асукой Касен сбегают с Портленда и плывут на остров Стаунтон. Через несколько дней при выходе из клуба Луиджи дона Сальваторе Леоне, по заданию Асуки Касен, убивает Клод и тем самым он окончательно разрывает связи с семьёй Леоне.
Персонаж Сальваторе во многом напоминает Вито Корлеоне из фильма «Крёстный отец».
Сальваторе Леоне озвучил Фрэнк Винсент.
См. также: Выступление в GTA: San Andreas и GTA: Liberty City Stories

### Мария Латоре
Представлена в: «Chaperone»
Мария Латоре (также называемая некоторыми источниками Мария Ла Торра, род. 1976; 25 лет) — жена дона Сальваторе Леоне. Мария знакомится с Клодом после того, как Сальваторе Леоне просит, чтобы Клод «присмотрел за ней вечером». Постепенно она начинает испытывать симпатию к Клоду.
Позже Мария врёт Сальваторе о своих отношениях с Клодом, но затем спасает его жизнь, предупредив о ловушке, устроенной Сальваторе, и ищет помощи у лидера якудзы, Асуки Касен, чтобы сбежать на Остров Стаунтон. Она звонит на Chatterbox FM, где описывает свои чувства к Клоду, но сомневается, потому что Клод, как кажется, не заинтересован в ней, «постоянно работая и болтаясь с парнями».
Мария заинтересована в мебели леопардовой кожи и одежде с тигровыми полосками (доказано её звонком на Chatterbox FM). Она была позже замечена в одежде подобного стиля в Liberty City Stories.
Марию иногда можно заметить вместе с Асукой, иногда с намёками, что они любят друг друга. Мария затем похищена Картелем и удерживается Каталиной ради выкупа, но спасена Клодом к концу игры. Дальнейшая судьба Марии остаётся неизвестной, однако когда экран, изображающий уходящих вдаль Клода и Марию, постепенно темнеет, всё ещё слышен голос Марии, а потом звучит выстрел. Даже создатели игры до конца не уверены, Мария была убита или нет.
Mарию Латоре озвучила Деби Мейзар.
См. также: Выступление в GTA: San Andreas и GTA: Liberty City Stories

### Асука Касен
Представлена в: «Last Requests»
Убита в: «Ransom»
Aсукa Kaсен — co-лидер Якудзы, к ней обращается Мария, чтобы увезти её и Клода в безопасное место от мафии Леоне после того, как Сальваторе решил убить Клода. Она даёт дальнейшие задания для Клода, и представляет его своему брату, Кенжи Касену. Она также, судя по Liberty City Stories, имеет покойного старшего брата, Kaдзуки Касена, а также свояченицу (тоже покойную) Тошико Касен, на которую работал Тони Сиприани.
Позже по сюжету Асука пытает Мигеля и инструктирует Клода уничтожить наркобизнес Каталины как акт мести за убийство своего брата неизвестным убийцей из колумбийского Картеля (на самом деле это был Клод). В конечном счете её, как и Мигеля, убивает Каталина.
Полицейские отчёты на официальном сайте GTA III указывают на тот факт, что Асука прибыла в США в 1991 году, за 10 лет до событий в GTA III. В отчётах также упомянуто, что Асука играла роль лидера Якудзы из-за своих старых навыков «пыток, защиты и поиска информации».
Нельзя не заметить, что она — бисексуалка; однажды она связывает Марию и играет с ней в садомазохистские игры. Асука заявляет, что пытка Мигеля — немного для её собственного удовольствия. Также, когда Клод заканчивает убивать и выполнять её миссии, она говорит, что «любит это в мужчине». Она показала подобное поведение в Grand Theft Auto Advance.
Асуку Касен озвучила Лианна Пай.
См. также: Выступление в Grand Theft Auto Advance

## Второстепенные персонажи

### Дональд Лав
Представлен в: «Liberator»
Исчезает в: «Love’s Disappearance»
Дональд Лав (род. 1963; 38 лет) — медиамагнат и владелец «Love Media», «наиболее быстро растущего медиаконгломерата в США за последние 5 лет». Работая в своей квартире и офисе на южном Мысе Бедфорд (Остров Стаунтон), он прежде всего даёт Клоду задания, связанные с перехватом таинственного «пакета», доставленного самолётом. После помощи Клода в поиске заверенного секретного пакета Лав исчезает, оставив лишь пустую коробочку в саду своего пентхауса; его дальнейшая судьба неизвестна.
«Love Media» контролирует приблизительно «900 радиостанций, 300 телевизионных станций, 4 сети, 3 спутника, (и) 10 сенаторов». С фирменным знаком «Love Media», объявления Лава или связанные коммерческие радиопередачи очевидны на некоторых радиостанциях, включая Head Radio, Flashback 95.6, Double Cleff FM и Chatterbox FM. «Love Media» также владеет Liberty Tree, местной газетой в Либерти-Сити. До прибытия в город в 2001 году, Лав находился в Карибском море и жил на частной яхте. В Liberty City Stories показывается, что в 1998 году Лав был вынужден покинуть Либерти-Сити из-за преследования колумбийским Картелем.
Дональд Лав, как полагают, начал заниматься коммерцией в Либерти-Сити уже в самом начале 2001 года. Это было сделано как ответ на возвращение в город Барри Харкросса, недавно оправданного бизнесмена, долгое время считавшегося конкурентом Дональда Лава.
Известна небольшая основная информация: Лав — бывший ученик магната недвижимости Эйвери Каррингтона, появляющегося в Vice City как друг и бизнес-партнёр Томми Версетти; Лав, прося Клода убить Кенжи Касена, использует фразу, которую также произносит Каррингтон:
Ничто не снижает цены на недвижимость так, как старая добрая война банд, кроме вспышки чумы, но в таком случае это может зайти слишком далеко.
Наиболее же очевидным признаком является то, что в одной из миссий Эйвери Каррингтона в его лимузине можно увидеть ещё молодого (23-летнего) Лава, над которым Эйвери всячески подтрунивает.
В третий раз Дональд Лав появляется в Liberty City Stories, где он изображается как некрофил, неравнодушный к человеческим трупам, что объясняет его связь с «Вечеринкой в морге» в GTA III.
Дональда Лава озвучил Кайл Маклахлен.
См. также: Выступление в GTA: Vice City и GTA: Liberty City Stories

### Эйт-Болл (Лысый)
Представлен в: «Introduction» (сценка побега из тюрьмы)
Эйт-Болл (Лысый) (род. 1975; 26 лет) — специалист по огнестрельному оружию и взрывчаткe, владеющий тремя магазинами бомб в Либерти Сити. Эйт-Болл встречает Клода вскоре после начала игры, когда он с ним же убегает от полицейского конвоя. В знак своей признательности Эйт-Болл представляет Клода для работы своему старому другу Луиджи Готерелли.
У Эйт-Болла обе руки перевязаны, что вынуждает Клода делать большую часть интенсивной работы вроде вождения и стрельбы, когда Эйт-Болл сопровождает его. Этот персонаж, как полагают, ошпарился горячим жиром, который пролился на его руки во время драки с полицией во время рейда на его дом, прежде чем его арестовали. Однако в Grand Theft Auto Advance говорится, что Эйт-Болл попал в засаду с главным героем игры по имени Майк, устроенной колумбийским Картелем, который использовал огнемёты, что и привело к ожогу рук Эйт-Болла.
Хотя он как персонаж присутствует только в Grand Theft Auto III, Grand Theft Auto Advance и Grand Theft Auto: Liberty City Stories, магазины взрывчатки Эйт-Болла также можно найти в Grand Theft Auto: Vice City, Grand Theft Auto: San Andreas и Grand Theft Auto: Vice City Stories.
Эйт-Болла (Лысого) озвучил Guru.
См. также: Выступление в GTA Advance и GTA: Liberty City Stories

### Тони Сиприани
Представлен в: «Cipriani’s Chauffeur»
Антонио (Тони) Сиприани (род. 1968; 33 года) — член семьи Леоне, работающий в качестве заместителя главаря банды у Сальваторе Леоне. Начальные миссии Сиприани прежде всего сосредоточены на вымогательстве откупных денег у контролируемой Триадой прачечной и уничтожении нескольких автомобилей по доставке товаров этого бизнеса. В совокупности с атакой Триады во время перевозки высокопоставленных членов семейства Леоне на одну из встреч дона Сальваторе, между семьёй Леоне и Триадами началась война, и Клод теперь стал врагом Триад. Война привела к разрушению Рыбной Фабрики Триады, когда Тони проинструктировал Клода доставить на неё мусоровоз с бомбой.
Тони живёт со своей матерью, Мамочкой Сиприани, и часто сидит в своём семейном ресторане «Cipriani’s Ristorante», где и даёт Клоду задания. Постоянное ворчание его матери о непохожести на отца и неудачной попытке оправдать её надежды заставило его позвонить на местную разговорную радиостанцию Chatterbox FM и пожаловаться на постоянные препирательства с матерью.
Тони Сиприани озвучил Майкл Мэдсен. Фамилия персонажа (Cipriani) один раз неправильно произносится как «Kapriani (Каприани)» в GTA III.
См. также: Выступление Тони в качестве протагониста GTA: Liberty City Stories

### Джоуи Леоне
Представлен в: «Drive Misty for Me»
Джоуи Леоне — правая рука босса семьи Леоне и сын дона Сальваторе Леоне. Известный своим недостатком амбиций, Джоуи работает автомехаником с криминальными контактами в Портленде. В сценках он постоянно чинит багги BF Injection и развлекается со своей любимой проституткой Мисти. Задачи Джоуи для Клода включают воровство, убийства и распоряжение телом.
В процессе Джоуи знакомит Клода с капореджиме семейства, Тони Сиприани, позволив Клоду выполнять дальнейшие задания для семьи Леоне. Джоуи также упоминается в GTA: San Andreas, когда Карл Джонсон встречает Сальваторе Леоне в казино в Лас-Вентурасе и заявляет, что он имел удовольствие работать с Джоуи, когда жил в Либерти-Сити. На Джоуи ссылаются снова в Liberty City Stories, когда Сальваторе Леоне заявляет, что он не был особо вовлечён в семью.
Джоуи, как полагают, несёт ответственность за убийство нескольких высокопоставленных членов «Семьи» Форелли, что в свою очередь привело к небольшой войне между «Семьёй» Леоне и «Семьёй» Форелли. Мастерская Джоуи также присутствует и в Либерти-Сити времён GTA: Liberty City Stories.
Джоуи Леоне озвучил Майкл Рапапорт.

### Мигель
Первое появление: «Introduction» (сцена ограбления банка)
Убит в: «Ransom»
Мигель (1962—2001; 39 лет) — член колумбийского Картеля и партнёр Каталины после Клода, часто замечается рядом с ней на наркосделках со спанком в Либерти-Сити. Во время миссии, в которой Дональд Лав просит Клода отыскать пакет в аэропорту, пакет оказывается захваченным колумбийским Картелем и вручается Каталине и Мигелю. Клод в конечном счете находит их, Мигель отдаёт пакет, а Каталина стреляет в Мигеля, оставив его на «допрос» Асуке (которая ошибочно верит, что он виновен в убийстве её брата Кенжи), после которого он раскрывает Асуке и Клоду всю информацию об операциях Каталины. Был убит Каталиной, которая также убила Асуку и похитила Марию.
Mигеля озвучил Al Espinosa.

### Луиджи Готерелли
Представлен в: «Luigi’s Girls»
Луиджи Готерелли (род. 1970; 31 год) — соменеджер (наряду с Мики Хэмфистсом) ночного клуба «Sex Club Seven» в Районе Красных Фонарей Острова Портленд, и связан с семьёй Леоне в Мафии Либерти-Сити. Луиджи использует этот клуб как основу для своего бизнеса проституции. Он — первый босс Клода в Либерти-Сити, даёт ему простые задания вроде развоза его девушек и преследования мелких гангстеров, которые мешают его операции.
Луиджи Готерелли озвучил Джо Пантолиано.

### Рей Мачовски
Представлен в: «Payday for Ray»
Уехал в: «Marked Man»
Рей Мачовски (род. 1958; 43 года) — коррумпированный полицейский детектив из Полицейского Департамента Либерти-Сити, работающий инсайдером для Якудзы Либерти-Сити. Он знакомится с Клодом при получении оплаты от Aсуки.
Мачовски изображён очень осторожным человеком, желающим заглушить своих оппонентов, которые пытаются раскрыть любое преступление, совершённое им или его партнёрами, включая Леона Макеффри. К концу его присутствия в Либерти-Сити, ЦРУ начало расследовать связи Мачовски с колумбийским Картелем, вынуждая Рея бежать из города в Майами. В процессе работы на Мачовски Клод встречает Дональда Лава (после помощи избавиться от смущающих фотографий последнего на «Вечеринке в морге»).
Во второй раз Рэй Мачовски появляется в Liberty City Stories как партнёр Леона Макеффри. Игра показывает, что Мачовски — первоначально неудобен: работает на преступников и берёт взятки. Все свои миссии Клоду он даёт, находясь в кабинке общественного туалета в Парке Белльвилль.
Рея Мачовски озвучил Роберт Лоджа.
См. также: Выступление в Grand Theft Auto: Liberty City Stories

### Кенжи Касен
Представлен в: «Under Surveillance»
Убит в: «Waka-Gashira Wipeout!»
Кенжи Касен — солидер Якудзы Либерти-Сити (также известен как Вакa гаширa, по словам Дональда Лава), высоко уважающий честь. Брат Асуки Касен. Кенжи управляет казино в центре Острова Стаунтон, где и даёт задания Клоду. Позже по сюжету он будет убит (якобы членом колумбийского Картеля) во время встречи на многоэтажной автостоянке после того, как об этом Клода попросит Дональд Лав, в целях снижения цен на местную недвижимость из-за гангстерской войны между Якудзой и Картелем.
Кенжи обычно даёт Клоду задания, которые имеют отношение к избавлению от конкуренции банд.
Официальный сайт GTA III даёт намёк, что Кенжи значительно уступает Асуке в навыках лидерства, ибо «многие цитируют его „забавную речь“ как серьёзный подрыв его авторитета». Кенжи переехал в США в 1996 году, через 5 лет после Асуки.
Кенжи Касена озвучил Les J.N. Mau.

## Незначительные персонажи

### Восточный Джентльмен (Старый Азиат)
Появляется в: «Introduction» (сценка побега из тюрьмы)
Безымянный Восточный Джентльмен — это незначительный, но ключевой персонаж в сюжете игры, сообщник Дональда Лава. Незадолго до событий GTA III его арестовали после прибытия в Либерти-Сити на частном самолёте из «неизвестного пункта отправления где-то на востоке Азии» за «предоставление „Службе иммиграции и натурализации“ неудовлетворительных аргументов для въезда в страну» и неимение ни соответствующих проездных документов (включая паспорт и визу, ни «платиновой кредитной карточки, чтобы подкупить таможню». В результате его нужно доставить в пенитенциарий высокой защиты, прежде чем он будет выслан. Высылка героя должна была состояться в октябре 2001 года.
В самом начале истории GTA III Восточный Джентльмен вместе с Клодом и Эйт-Боллом конвоируется полицией в тюрьму, но, как только конвой пересекает Мост Каллахан, похищается боевиками колумбийского Картеля, что позволяет Клоду и Эйт-Боллу сбежать. Позже Картель держит его в плену, пытаясь вымогать у Лава деньги. Согласно распоряжению Дональда, Клод спасает Восточного Джентльмена.
Затем Восточный Джентльмен подтверждает подлинность таинственной доставки Лава, найденной Клодом. Он также участвует в одной кат-сцене, занимаясь с Лавом упражнениями Тай Чи.

### Марти Чонкс
Представлен в: «The Crook»
Убит в: «Her Lover»
Марти Чонкс — владелец компании «Bitchin' Dog Food». Нужда в деньгах толкает его на совершение различных незаконных действий, что заставляет его позвонить Клоду. Задания представляют собой транспортировку разных людей на фабрику «Bitchin' Dog Food», где Марти делает из них корм для собак.
Марти Чонкса озвучил Крис Филлипс.

### Миссис Чонкс
Представлена в: «The Wife»
Убита в: «The Wife»
Миссис Чонкс — жена владельца компании «Bitchin' Dog Food». Тратила много денег на себя, за что Марти Чонкс и убил её. Она садится в автомобиль к Клоду у салона «Classic Nails», где заканчивала свой маникюр.

### Карл
Представлен в: «Her Lover»
Карл — возлюбленный жены Марти Чонкса, который недоволен её смертью и жаждет мести. Согласившись на встречу с Марти на территории компании «Bitchin' Dog Food», он успешно избегает ловушки Марти, застрелив его из дробовика и после этого он себе приобретает эту фабрику.

### Мамочка Сиприани
Представлена в: «Taking Out the Laundry»
Мамочка Сиприани (Momma Cipriani; в Liberty City Stories — Ma Сиприани) (род. 1932; 69 лет) — невидимый совладелец «Cipriani’s Ristorante». Она — мать Тони Сиприани и часто ворчит на своего сына за то, что тот не достиг высот её мужа (отца Тони).
Мамочку Сиприани озвучила Сондра Джеймс.
См. также: Выступление в Grand Theft Auto: Liberty City Stories

### Эль-Бурро
Была задумана встреча с ним после завершения: «Van Heist»; представлен в: «Turismo»
Эль-Бурро (в переводе с испанского — «Осёл») — лидер пуэрто-pиканской банды Diablos, который даёт задания Клоду на Острове Портленд через таксофон, расположенный около объектов жилищного строительства в Хепберн-Хейтс. Эль-Бурро, как полагают, владеет бизнесом и издаёт порнографические журналы, если верить его звонкам по телефону и журналам, появляющимся в доме игрока в Портленде после завершения всех миссий от данного героя. Он никогда не появляется лично в течение всей игры, хотя был создан его игровой арт, использовавшийся в публикациях и интерфейсе игры.
Эль-Бурро ранее участвовал как персонаж в Grand Theft Auto и упоминается в диалоге в Vice City.
Эль-Бурро также озвучил Крис Филлипс.

### Король Куртни
Была задумана встреча с ним после завершения: «Sayonara Salvatore»; представлен в: «Bling-Bling Scramble»
Король Куртни — лидер ямайской банды Yardies, дистанционно дающий Клоду задания на Острове Стаунтон (через таксофон возле Лагеря Свободы). Первичная цель его заданий главным образом связана с нападениями на конкурирующие банды. Заключительная миссия ведёт Клода в ловушку, куда Каталина посылает фургоны с «обкуренными спанком сумасшедшими» (террористами-смертниками), чтобы убить Клода. Его нельзя увидеть вживую в GTA III, но он появляется в Grand Theft Auto Advance.
Короля Куртни озвучил Уолтер Муду.
См. также: Выступление в Grand Theft Auto Advance

### Ди-Айc
Была встреча с ним после открытия и въезда на Остров Шорсайд; представлен в: «Uzi Rider»
Ди-Айc — лидер банды Red Jacks, работает с Клoдом в Прибрежной Долинe дистанционно (не появляясь в кадре) черeз таксофон, находящийся около объектов жилищного строительства в Садах Вичита. Некоторые из его миссий включают атаки и бои против конкурирующей банды Purple Nines, которая, как кажется Ди-Айсу, снабжена спанком и торгует им на улицах. Клод в конечном счете сократил численность Purple Nines до нескольких членов ко времени финального сражения между Клодом и братом Ди-Айса с последними из Purple Nines.
Ди-Айса также озвучил Уолтер Муду.

### Микки Хэмфистс
Представлен в: «Luigi’s Girls»
Микки Хэмфистс (род. 1980; 21 год) — телохранитель Луиджи Готерелли и соменеджер «Sex Club Seven». Он всегда проверяет посетителей Луиджи и с разной периодичностью даёт им записки. Выступает в роли принудителя семейства Леоне, сопровождает все церемонии «посвящения». Однако «полицейские отчёты» на официальном сайте GTA III описали его как «идиота». Микки также в своё время привлекался к суду за нападение, рэкет и множественные дела, связанные с наркотиками.
См. также: Grand Theft Auto: Liberty City Stories

### Мисти
Впервые появляется в: «Luigi’s Girls»
Мисти — женщина, которая работает в клубе у Луиджи, и «регулярная девушка Джоуи Леоне». В двух случаях Луиджи просит Клода отвезти её с одного места в другое, и говорит «держать (свои) глаза на дороге, а не на Мисти». Она живёт в квартирном комплексе в Хепберн Хейтс.
Мисти озвучила Ким Герней.

### Mайк «Липс» Форелли
Представлен в «Mike Lips Last Lunch»
Убит в: «Mike Lips Last Lunch»
Майк «Липс» Форелли — высокопоставленный член семьи Форелли, который появляется на короткое время, когда Джоуи Леоне посылает Клода, чтобы убить его, с целью преподать семейству Форелли урок за невыплату долгов. Майк обедает в «Бистро Марко» в районе Святого Марка, когда Клод угоняет его автомобиль, ставит на него бомбу и пригоняет обратно. Майк покидает ресторан, садится в автомобиль и погибает от взрыва. Это убийство разжигает войну между семьями Форелли и Леоне.

### «Чанки» Ли Чонг
Представлен в: «Farewell Chunky Lee Chong»
Убит в: «Farewell Chunky Lee Chong»
«Чанки» Ли Чонг — член Триад Либерти-Сити, который продаёт лапшу в сердце китайского квартала и толкает спанк для колумбийского Картеля. Джоуи приказывает Клоду выследить и убить его. Клод выполняет приказ и убивает «Чанки», когда тот пытается скрыться. Это убийство — враждебность семьи Леоне к Триадам, что продолжает войну между двумя бандами, начатую ещё в 1998 году Тони Сиприани.

### Таннер
Представлен в: «Two-Faced Tanner»
Убит в: «Two-Faced Tanner»
Таннер — тайный полицейский, который проник в якудзу. Когда Асука узнаёт об этом, она приказывает Клоду убить его. Персонаж является шуткой «Rockstar Games» над конкурентом серии GTA — серии «Driver», где главным героем является Джон Таннер, работающий полицейским под прикрытием. Кроме того, разработчики игры придали Таннеру женскую походку, о чём упоминает Асука.

### Kaнбу
Kaнбу — высокопоставленный член якудзы, которого Клод спасает во время ожидания суда по распоряжению Кенжи Касена.

### Кудрявый Боб
Представлен в:  «Cutting the Grass»
Убит в: «Cutting the Grass»
Кудрявый Боб — бармен в «Sex Club Seven» у Луиджи, которого подозревают в шпионаже в пользу колумбийского Картеля в обмен на спанк. Согласно распоряжению Сальваторе, Кудрявый Боб должен быть убит, если Клод станет свидетелем его слива информации Картелю. Это происходит в порту Портленда после того, как он объясняет действия Леоне Каталине и Мигелю в обмен на очередную порцию спанка.
Кудрявого Боба озвучил Хантер Платин.

### Леон Макеффри
Представлен в: «Silence the Sneak»
Убит в: «Plaster Blaster»
Леон Макеффри (1956—2001; 45 лет) — коррумпированный полицейский, который пытается провернуть доказательства нераскрытого преступления в обмен на благородное освобождение от обязательств. Макеффри находится под усиленной защитой, когда Клод приходит, чтобы сжечь его квартиру. Когда его квартира начинает гореть, Макеффри бежит к своему автомобилю, но там его ждёт Клод. Он, как все думают, убит Клодом в конце миссии, но Рей Мачовски позже утверждает, что после взрыва он выжил и впоследствии попал в больницу. Он убит Клодом после того, как выпал из санитарной машины.
Во второй раз Леон Макеффри появляется в Liberty City Stories как помощник Тони Сиприани.
См. также: Выступление в Grand Theft Auto: Liberty City Stories

### Фил Кэссиди
Представлен в: «Arms Shortage»
Фил Кэссиди (в титрах игры указан как Однорукий Бандит) (род. 1949; 52 года) — друг Рея, по легенде сражавшийся рядом с Мачовски во время военного конфликта в Никарагуа. Фил имеет бизнес «Армейские излишки Фила» в Рокфорде, на краю Острова Стаунтон, специализирующийся на продаже вооружения военного класса и предоставлении военных транспортных средств. Фил появляется в течение одной миссии, когда Клод обязан защитить его от группы членов колумбийского Картеля, пытающихся отобрать у Фила оружие. После отражения атаки членов Картеля Фил выражает признательность Клоду и предлагает оружие для покупки.
Фамилия Фила, «Cassidy», появляется только в инструкции-карте Либерти Сити для GTA III, и снова используется в разной мере в трёх будущих GTA-играх (Vice City, Liberty City Stories и Grand Theft Auto: Vice City Stories). Начиная со своего первого появления в GTA III, Фил неоднократно связывался с продажей тяжелых вооружений, с расширением его роли и подготовки.
Так же можно заметить, что в GTA III у Фила нет левой руки — он её потерял в GTA: Vice City во время неосторожного обращения со взрывчаткой, в результате чего Томми Версетти в состоянии алкогольного опьянения должен был довезти его до лечебницы (хотя в начальной сцене этой миссии Фил потерял правую руку). Над потерей руки Фил лишь усмехнулся, промолвив: «Три руки лучше, чем одна».
Фила Кэссиди также озвучил Хантер Платин.
См. также: Выступление в Grand Theft Auto: Vice City, Grand Theft Auto: Liberty City Stories и Grand Theft Auto: Vice City Stories

### Чико
Представлен в: «Chaperone»
Чико — торговец спанком, тусующийся под одной из платформ наземного метро. В Atlantic Quays у него проходят вечеринки.

### Братья Форелли
Представлены в: «Dead Skunk in the Trunk»
Могут быть убиты в: «Dead Skunk in the Trunk»
Братья Форелли — руководят «Семьёй» Форелли. В миссии «Dead Skunk in the Trunk» они охраняют машину, в багажнике которой лежит тело одного из Форелли. Когда Клод садится в эту машину, братья Форелли тут же начнут её толкать, пока она не взорвётся. Также в этой миссии можно сначала убить братьев Форелли, а потом сесть в ту машину (где тело в багажнике) и на ней доехать до утилизатора.

## Удалённые персонажи

### Даркел
Впервые появляется в: «В руководстве игры»
Даркел — персонаж, который был исключён во время разработки Grand Theft Auto III задолго до терактов 11 сентября 2001 года, вопреки распространённому мнению. О его миссиях мало чего известно. Он должен был быть революционным пострелом, который поклялся убить экономику города. Одна миссия заключалась в угоне фургона по продаже мороженого, чтобы использовать его для привлечения пешеходов, а затем взорвать его; впоследствии в конечной версии игры эту миссию давал Эль-Бурро, чтобы убить группу членов конкурирующей банды. Даркел, как ожидалось, давал подобные Rampage-миссии.
Даркел был озвучен Биллом Фиором, но его голос не использовался в игре. Однако персонаж остаётся в титрах и руководстве по GTA III, также сохранены текстуры персонажа в файлах данных игры. Официальный сайт GTA III указывает, что Даркел должен был жить в Портовом тоннеле, который проходит под частью Острова Портленд.

### Кертли
Впервые появляется в: «В руководстве игры»
Кертли — второй известный персонаж, удалённый во время разработки игры, которого должен был озвучить Куртис Маккларин. В отличие от Даркела, нет абсолютно никакой информации относительно его роли в игре или о его значении в оригинальном сюжете. Он перечислен в руководстве игры рядом с Даркелом.